# Paragersdorffita
La paragersdorffita o gersdorffita-Pa3 és un mineral de la classe dels sulfurs.

## Característiques
La paragersdorffita és un sulfur de fórmula química Ni(As,S)₂. Cristal·litza en el sistema isomètric. La seva duresa a l'escala de Mohs és 5,5. Es tracta d'una espècie aprovada per l'Associació Mineralògica Internacional, i publicada el 1982. Va ser reanomenada al nom actual l'any 2022.
Fins al mes de setembre de 2022 es coneixia principalment com gersdorffita-Pa3, rebent llavors el nom actual degut a les noves directrius aprovades per la CNMNC per a la nomenclatura de polimorfs i polisomes.

## Formació i jaciments
Va ser descoberta a la mina Farvic, situada a la localitat de Gwanda (Matabeleland Meridional, Zimbàbue), sent l'únic a tot el planeta on ha estat descrita aquesta espècie mineral.